# 전신강직간대발작
전신강직간대발작(혹은 대발작, 강직간대발작, Generalized tonic–clonic seizure)은 전신발작의 한 종류로, 양측성의 근육 경련과 강직, 간대성 운동이 나타나는 것을 특징으로 한다.

## 같이 보기
- 소발작
- 부분발작
- 뇌전증 발작
- 비간질성 발작
- 강직
- 간대
- 발작후기
- 발작기
- 뇌파